# Gà nước vằn
Gà nước vằn (danh pháp hai phần: Gallirallus striatus) là một loài gà nước được tìm thấy ở tiểu lục địa Ấn Độ và Đông Nam Á. Gà nước vằn có đỉnh đầu hung, mặt lưng nâu thẫm có nhiều vằn lượn sóng trắng, phần dưới lưng và lông cánh sơ cấp có nhiều chấm trắng, mỗi lông đều viền nâu hơi vàng
Khu vực sinh sản đã được ghi nhận từ tháng 7 ở chân núi Himalaya từ Dehradun ở phía tây.

## Phân loài
Loài này có các phân loài sau:
- Gallirallus striatus albiventer (Swainson, 1838)
- Gallirallus striatus gularis (Horsfield, 1821)
- Gallirallus striatus jouyi (Stejneger, 1887)
- Gallirallus striatus obscurior (Hume, 1874)
- Gallirallus striatus striatus (Linnaeus, 1766)
- Gallirallus striatus taiwanus (Yamashina, 1932)